# Physique cartoon
 (mai 2023).

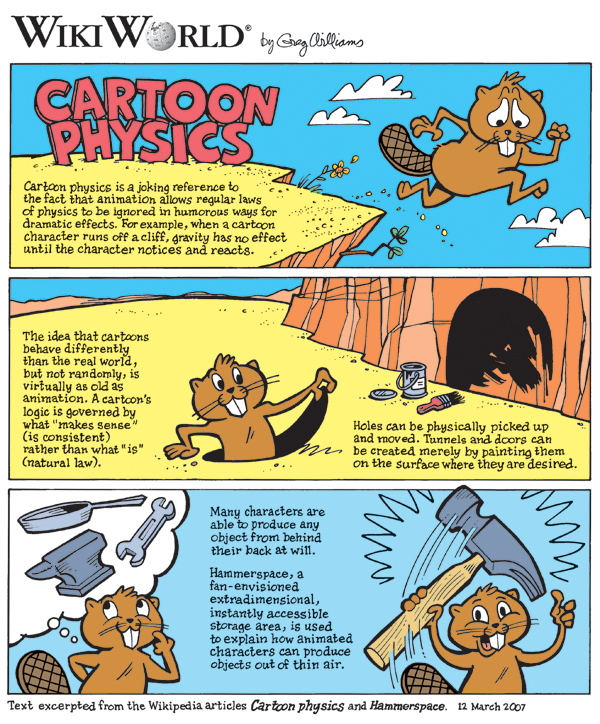
Exemple de physique cartoon

La physique cartoon est un type de gag récurrent dans les dessins animés, en particulier dans les Looney Tunes, allant à l'encontre des lois habituelles de la physique.

## Différentes variantes
Le protagoniste est situé sur la zone dangereuse tandis que l'antagoniste sur la zone sûre, mais lorsque ce dernier veut faire chuter le protagoniste en séparant les deux zones, la zone dangereuse où est le protagoniste reste en l'air et la zone présumée « sûre » tombe. 
Un personnage suspendu dans l'espace ne va pas tomber immédiatement, il ne tombe que quand il prend conscience de sa situation.
Un personnage passant à travers un solide va laisser un trou correspondant à sa silhouette.
Les objets auxquels pense un personnage peuvent prendre existence. Cela importe peu qu'ils soient des armes ou des outils.  
Un personnage blessé finit par se remettre facilement (exemple : Daffy Duck remet son bec en place après un coup de feu). 